# Paul G. Comba
Paul G. Comba fue un matemático y astrónomo aficionado originario de Italia y residente en los Estados Unidos desde 1946. Descubrió más de 600 asteroides desde su propio Observatorio de Prescott (Arizona).

## Semblanza
Comba nació en Tunicia de padres italianos en 1926, y en 1946, a la edad de 20 años, emigró a los Estados Unidos al ganar una beca de estudios en el Caltech, donde se doctoró en matemáticas en 1951. Tras su graduación dio clases en la Universidad de Hawái hasta 1960, cuando entró a trabajar en IBM como desarrollador de software.
Como astrónomo aficionado, se especializó en asteroides, y a fecha del 2006 ya tenía 498 descubiertos. También es conocido por la Multiplicación de Comba, un algoritmo de multiplicación para ordenadores basado en el procedimiento para efectuar multiplicaciones largas usando lápiz y papel.
En 2003 ganó el premio Leslie C. Peltier por sus contribuciones a la astronomía.
Comba es el autor del Astronomical League's Asteroid Club Observing Guide, y es miembro del Prescott Astronomy Club.

## Asteroides descubiertos
De acuerdo a los registros de la Unión Astronómica Internacional, Comba acredita el descubrimiento en solitario de 637 asteroides entre 1995 y 2003. Algunos de ellos son:
- (7684) Marioferrero el 3 de marzo de 1997.
- (8223) Bradshaw el 6 de agosto de 1996.
- (8224) Fultonwright el 6 de agosto de 1996.
- (8407) Houlahan el 25 de julio de 1995.
- (8420) Angrogna el 17 de noviembre de 1996.
- (8580) Pinsky el 14 de diciembre de 1996.
- (8583) Froberger el 8 de enero de 1997.
- (12022) Hilbert el 15 de diciembre de 1996.
- (24998) Hermite el 28 de julio de 1998.
- (25000) Astrometria el 28 de julio de 1998.

## Eponimia
- El asteroide (7636) Comba fue bautizado así en su honor.